# Indautxu

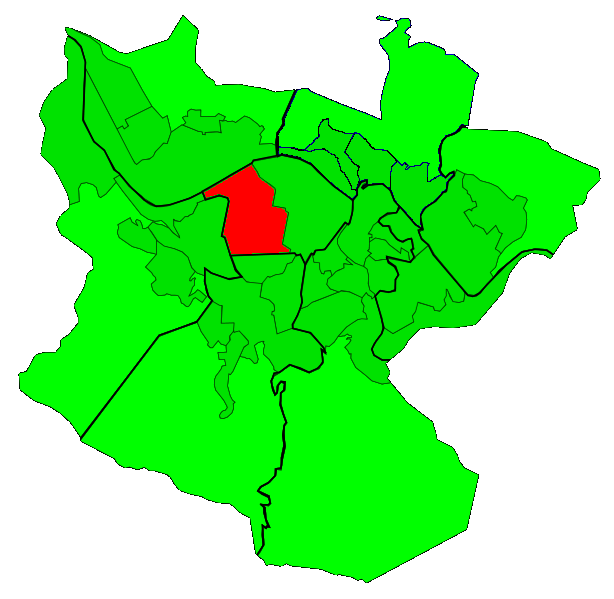
Ubicació d'Indautxu

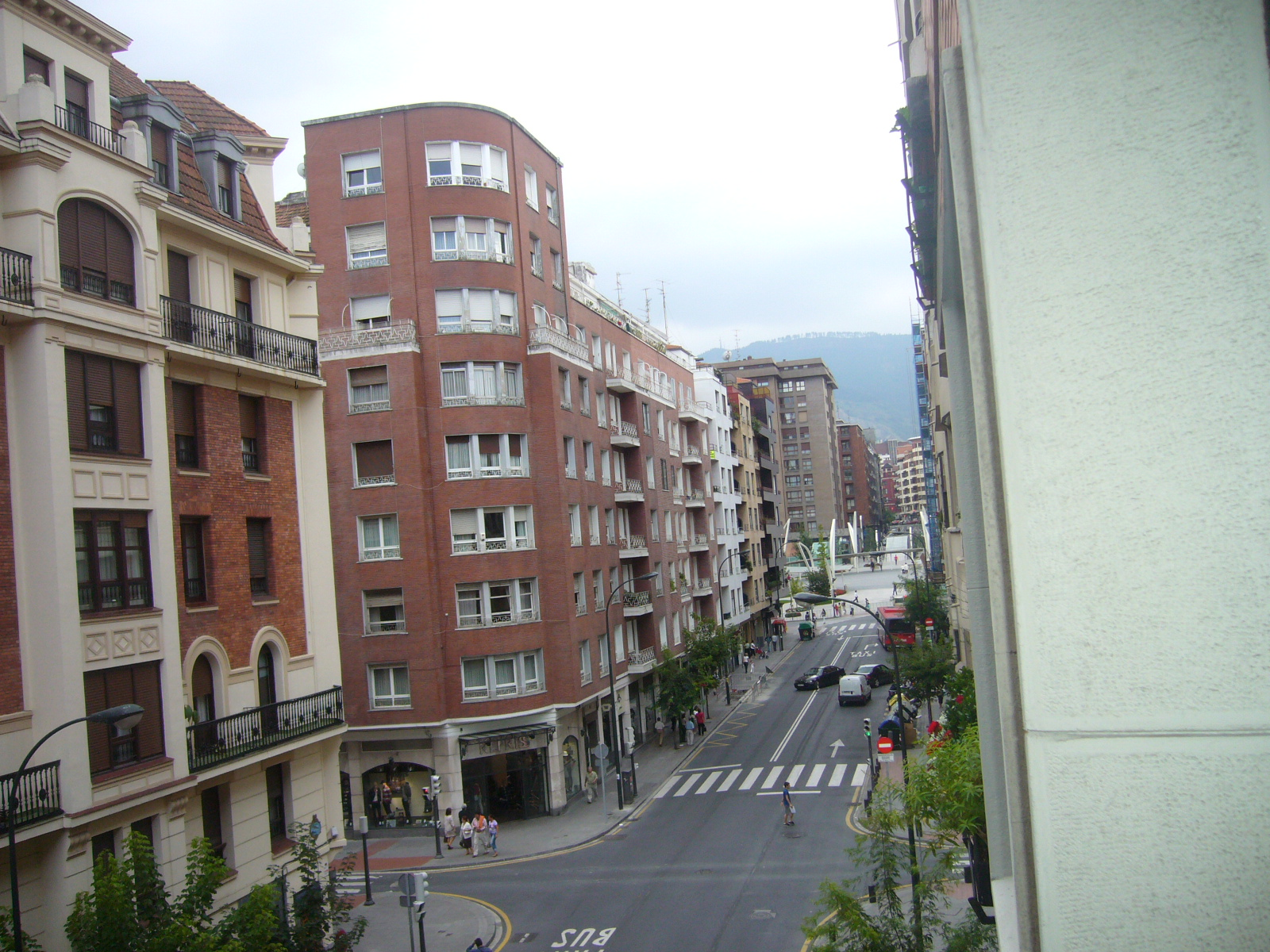
Plaça Indautxu, des del carrer Gregorio de la Revilla

Indautxu és un barri del districte bilbaí d'Abando. Té una superfície de 9,7 kilòmetres quadrats i una població de 28.276 habitants (2008). Limita al nord amb el barri de Deustuko Doneperiaga, a l'oest amb Basurtu al sud amb Ametzola i a l'est amb Abando. El barri està centrat en la Plaza Indautxu, una plaça gran, nova i reformada sota la qual hi ha un petit centre comercial i una estació del Metro de Bilbao. El barri és forá poblat i compta amb nombrosos hospitals i clíniques privades, l'escola dels Jesuïtes i el parc Doña Casilda Iturrizar. El barri té el seu propi equip de futbol, la Sociedad Deportiva Indautxu, fundat el 1924.